# Atanasio Viera
Atanasio Viera war ein uruguayischer Politiker.
Viera, der der Partido Nacional angehörte, hatte 1923 die Präsidentschaft des Concejo Departamental von Tacuarembó inne. Später saß er in der 30. und 31. Legislaturperiode als Abgeordneter vom 15. Februar 1929 bis zum 31. März 1933 für das Departamento Tacuarembó in der Cámara de Representantes.